# Experimental Jet Set, Trash and No Star
Experimental Jet Set, Trash and No Star är det åttonde musikalbumet av det amerikanska rockbandet Sonic Youth. Det gavs ut den 10 maj 1994. Skivan innehåller en av gruppens mest framstående hits, "Bull in the Heather", som också är den enda singeln från skivan. Kathleen Hanna från Bikini Kill och Le Tigre medverkar i musikvideon till låten.
Lee Ranaldo varken skrev eller sjöng på något av spåren till skivan.

## Listplaceringar
Skivan placerade sig bäst på plats #34 på Billboard 200-listan. Detta var den högsta placeringen bandet någonsin haft på samma lista, albumet Dirty placerade sig på plats #89. Det var också deras högsta listplacering tills skivan The Eternal släpptes 2009. Denna skiva placerade sig på #18. Albumet har sålt i 242 000 exemplar i USA enligt Soundscan.

## En andra singel
"Self-Obsessed and Sexxee" skulle egentligen ha blivit en andra singel från skivan. En promo-cd trycktes, men man avbröt arbetet med att få fram det som en andra fysisk singel. De återstående kopiorna av promo-cd:n såldes genom bandet själva och b-sidan var de samma som till "Bull in the Heather".

## Spårlista
Alla låtar är skrivna och komponerade av Sonic Youth, förutom "Screaming Skull", som skrevs tillsammans med Dave Markey. 
| Nr           | Titel                                                 | Längd |
| ------------ | ----------------------------------------------------- | ----- |
| 1.           | Winner's Blues (text/sång Moore)                      | 2:07  |
| 2.           | Bull in the Heather (text/sång Gordon)                | 3:04  |
| 3.           | Starfield Road (text/sång Moore)                      | 2:14  |
| 4.           | Skink (text/sång Gordon)                              | 4:12  |
| 5.           | Screaming Skull (text/sång Moore)                     | 2:38  |
| 6.           | Self-Obsessed and Sexxee (text/sång Moore)            | 4:30  |
| 7.           | Bone (text/sång Gordon)                               | 3:57  |
| 8.           | Androgynous Mind (text/sång Moore)                    | 3:30  |
| 9.           | Quest for the Cup (text/sång Gordon)                  | 2:30  |
| 10.          | Waist (text/sång Moore)                               | 2:49  |
| 11.          | Doctor's Orders (text/sång Gordon)                    | 4:20  |
| 12.          | Tokyo Eye (text/sång Moore)                           | 3:55  |
| 13.          | In the Mind of the Bourgeois Reader (text/sång Moore) | 2:33  |
| 14.          | Sweet Shine (text/sång Gordon)                        | 7:50  |
| Total längd: | Total längd:                                          | 50:11 |

- - Spår 14 innehåller ett dolt bonusoljud vid 6:25